# Dzsajpur-emlékoszlop
A Dzsajpur-emlékoszlop Delhiben, a Rástrapati Bhavan udvarán áll. Annak állít emléket, hogy Kalkutta helyett Delhi lett India fővárosa.

## Története
A 135,6 méter magas oszlop tervezője Sir Edwin Lutyens brit építész, finanszírozója a dzsajpuri maharadzsa volt. Az oszlopot annak tiszteletére emelték, hogy Kalkutta helyett Delhi lett India fővárosa, valamint emlékeztettek vele Dzsajpur és a Brit Birodalom szövetségére. Az oszlop homokkőből készült, a tetején egy öttonnás bronzlótusz és egy hatágú, üvegből készült csillag van. Utóbbit 1930-ban, az oszlop elkészültekor helyezték el. Az oszlop belsejében egy acélcső fut, amely az alapzathoz rögzíti a lótuszt és a csillagot.
Az oszlop első kövét V. György brit király és felesége, Mária királyné helyezte el 1911. december 5-én. A talapzatra felvésték Delhi térképét. A szobor lábánál elhelyezték Charles Hardinge báró, indiai brit főkormányzó szobrát, amelyet az ország függetlenné válása után eltávolítottak. A domborművek Charles Sargeant Jagger brit szobrász alkotásai. Az oszlop előtt minden szombaton látványos őrségváltást tartanak.